# Milon de Grancey
Pour les articles homonymes, voir Grancey.
Milon de Grancey, mort le 25 septembre 1414, est un prélat français, évêque d'Autun au début du XVe siècle. 

## Biographie
Il est le fils de Guillaume de Grancey, seigneur de Larcy, et de Jeanne Darcy, et l'oncle  de  Frédéric de Grancey, évêque d'Autun.
Milon de Grancey est doyen d'Autun, lorsqu'il est élu évêque d'Autun en 1401. Grancey est administrateur de l'archevêché de Lyon après la mort de Philippe de Thurey en 1413.

## Source
- Le clergé de France, ou tableau historique et chronologique des archevêques, évêques, abbés, abbesses et chefs des chapitres principaux du royaume, depuis la fondation des églises jusqu'à nos jours, par M. l'abbé Hugues Du Tems, tome IV, 1775[Numéro(s) de page(s) ?]